# اد موری
اد موری (انگلیسی: Ed Murray؛ زادهٔ ۲ مهٔ ۱۹۵۵) سیاست‌مدار آمریکایی است که هم‌اکنون به عنوان شهردار سیتل فعالیت می‌کند. او پیشتر عضو سنا و مجلس نمایندگان ایالتی واشینگتن بوده‌است.

## زندگی شخصی
موری ایرلندی تبار است. موری همجنسگرا است و در ۱۹۸۰ آشکارسازی کرده‌است. او در سال ۲۰۱۳ با مردی در سیتل ازدواج کرد. او
در آوریل ۲۰۱۷ شکایتی علیه موری از سوی مردی ارائه شد که مدعی بود موری در سال ۱۹۸۶ وقتی او نوجوان بوده «به او تجاوز کرده و آزارش داده است.» بنا بر این شکایت موری به آن نوجوان در ازای تماس جنسی ۱۰ یا ۲۰ دلار پرداخت کرده بوده‌است. پیشتر نیز چنین اتهاماتی علیه موری طرح شده بود. این اتهامات باعث شد موری از ادامه رقابت برای انتخاب مجدد به شهرداری خودداری کند.